# Orákulum
Az orákulum ókori jóshely a görög vallásban és kultúrában, ahol a papok jóslatokat, isteni kinyilatkoztatásokat közöltek. A szó jelentheti magát a jóslatot és jósrendszereket is.
Az orákulumhoz igazodott minden: kultusz, naptár, politika, törvényhozás, szokás és gyarmatosítás, de mindenféle magánügy is.

## A szó eredete
Latin eredetű szó: oraculum; az orare (= beszél, kijelent) igéből, melynek forrása az os, oris (= száj).

## Főbb jóshelyek
Az emberiség ősi törekvése, hogy kifürkéssze az istenek akaratát, megfigyelje az istenek által küldött jeleket. Ennek számos formáját ismerte a homéroszi korszak görögsége is. Az istenség azonban nemcsak jeleket küldhet, hanem belső sugallat révén is közölheti tanácsait az erre kiválasztott személlyel. Az isteni közlésnek eme módjával Hellaszban kizárólag Apollón kultuszhelyein találkozunk, ahol a kiválasztott személy valamilyen külső hatásra kerül különleges lelkiállapotba és így válik alkalmassá az istenséggel való érintkezésre. A jóslatadásnak eme módját a szakirodalom inspirációs mantikának nevezi. Az inspiráció forrásai, a jóslatadás körülményei a helyi tradícióknak megfelelően különbözők voltak.

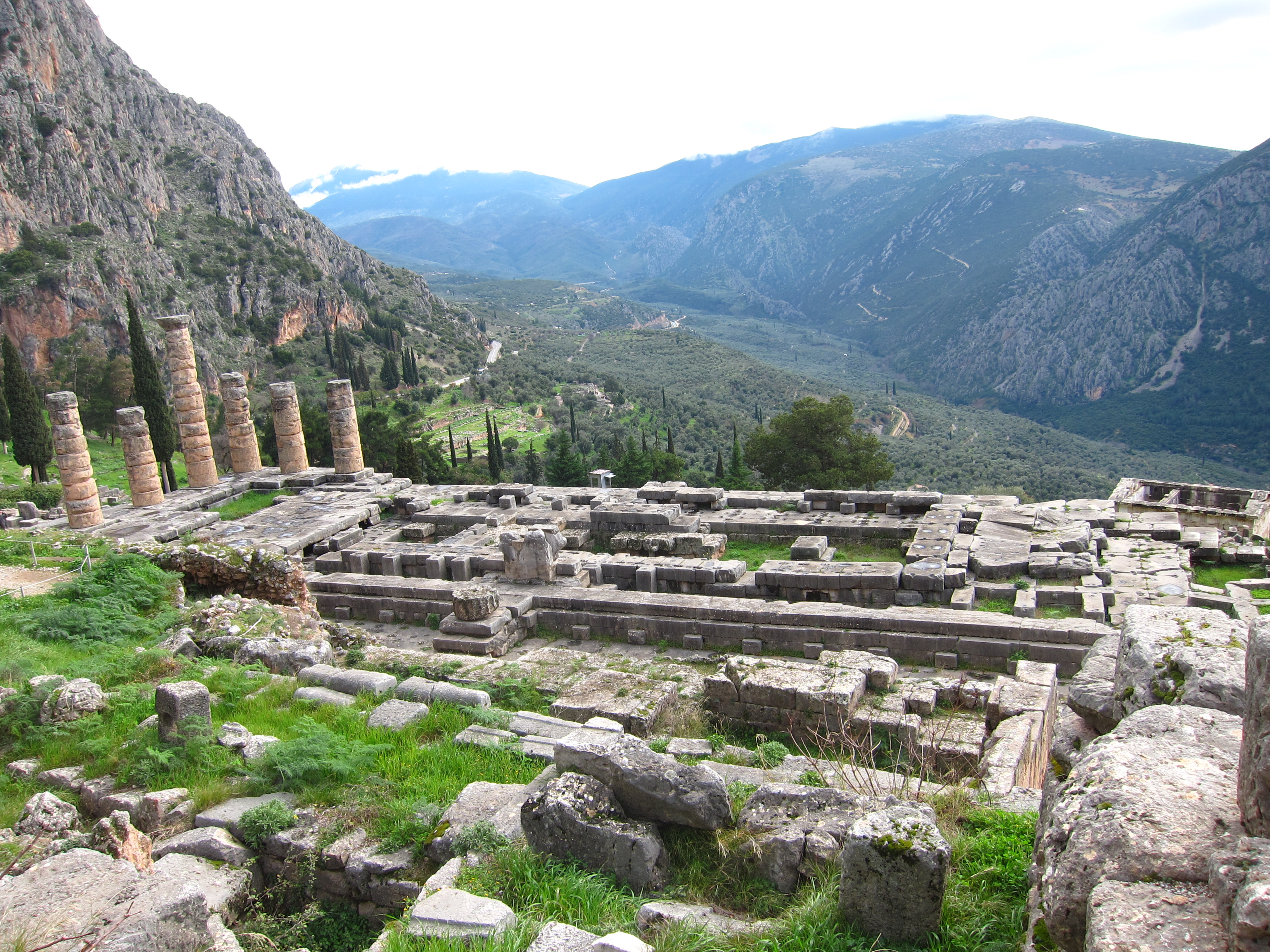
Delphoi: Apollón templomának romja

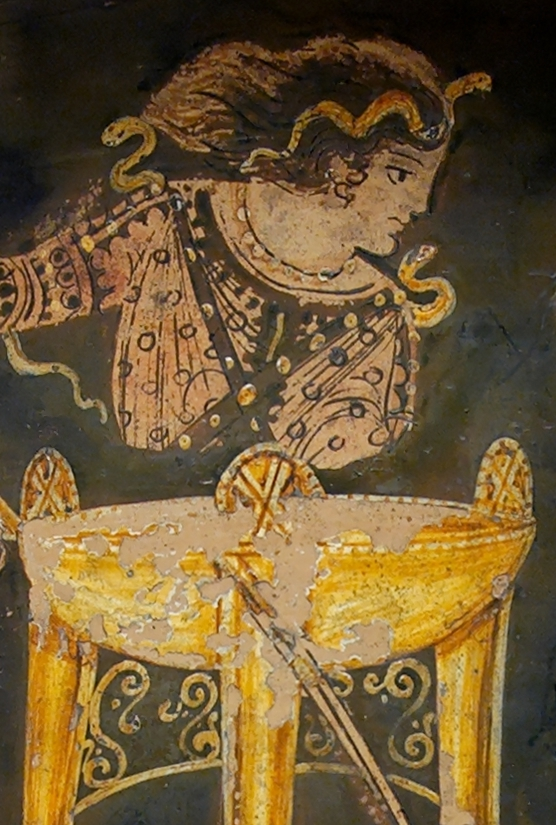
Pythia ábrázolása (Kr. e. 330 körül)

A jóslatadás rítusáról az ókori szerzők, főleg Plutarkhosz kijelentései és a vázaképek alapján tudunk képet alkotni. 
A jóslóhelyek egyes istenségek nevével és hírével együtt gyarapodtak és hanyatlottak. 
A főbb ókori orákulumok: 
- a delphoi (Apollón orákuluma)
- a klároszi (wd) (Apollóné)
- a didimai (wd) (Apollóné)
- a dodonai (Zeuszé),
- a szívai (Ámoné)
- az olümpiai.

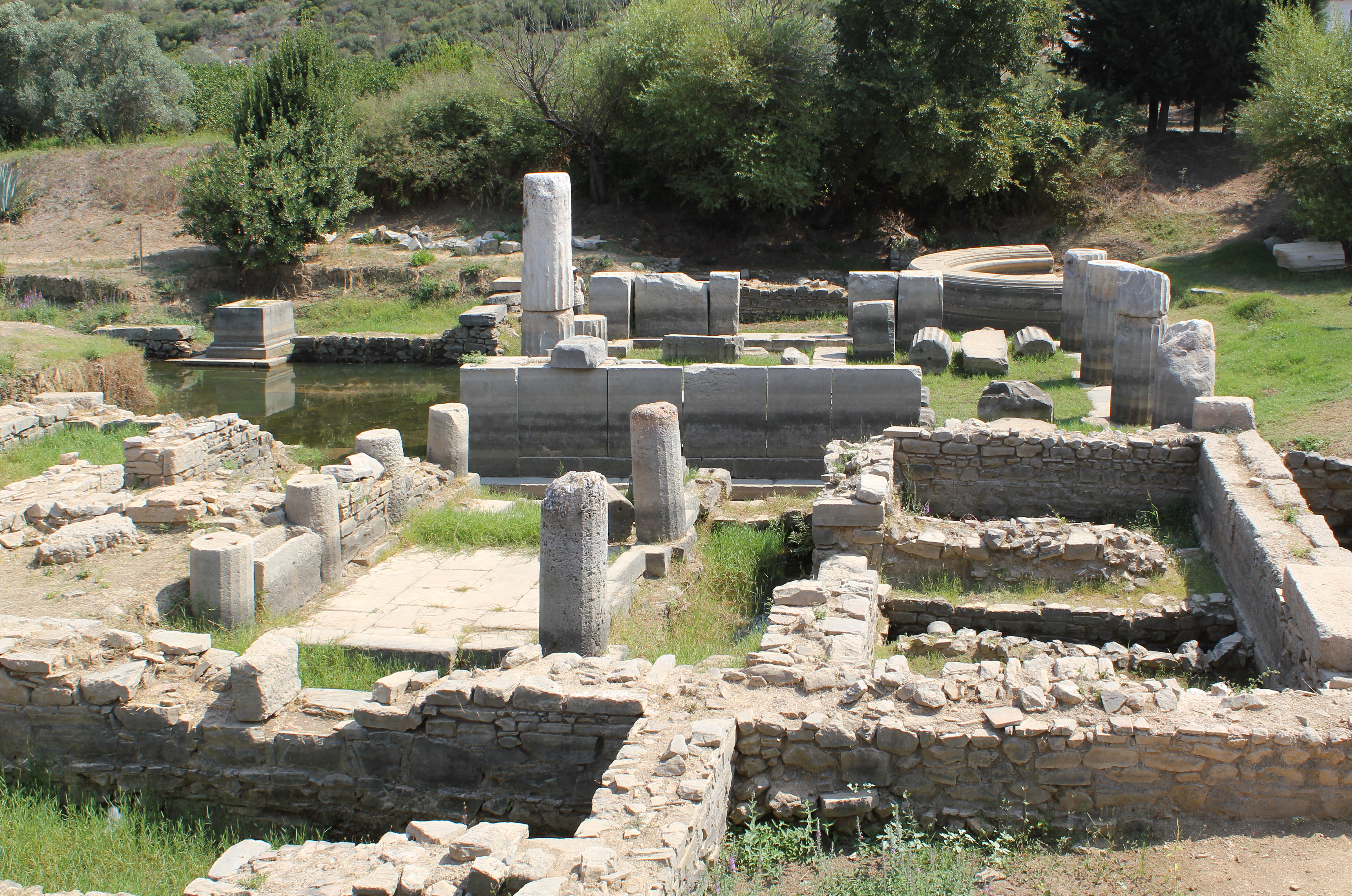
A klároszi Apollón-templom romja

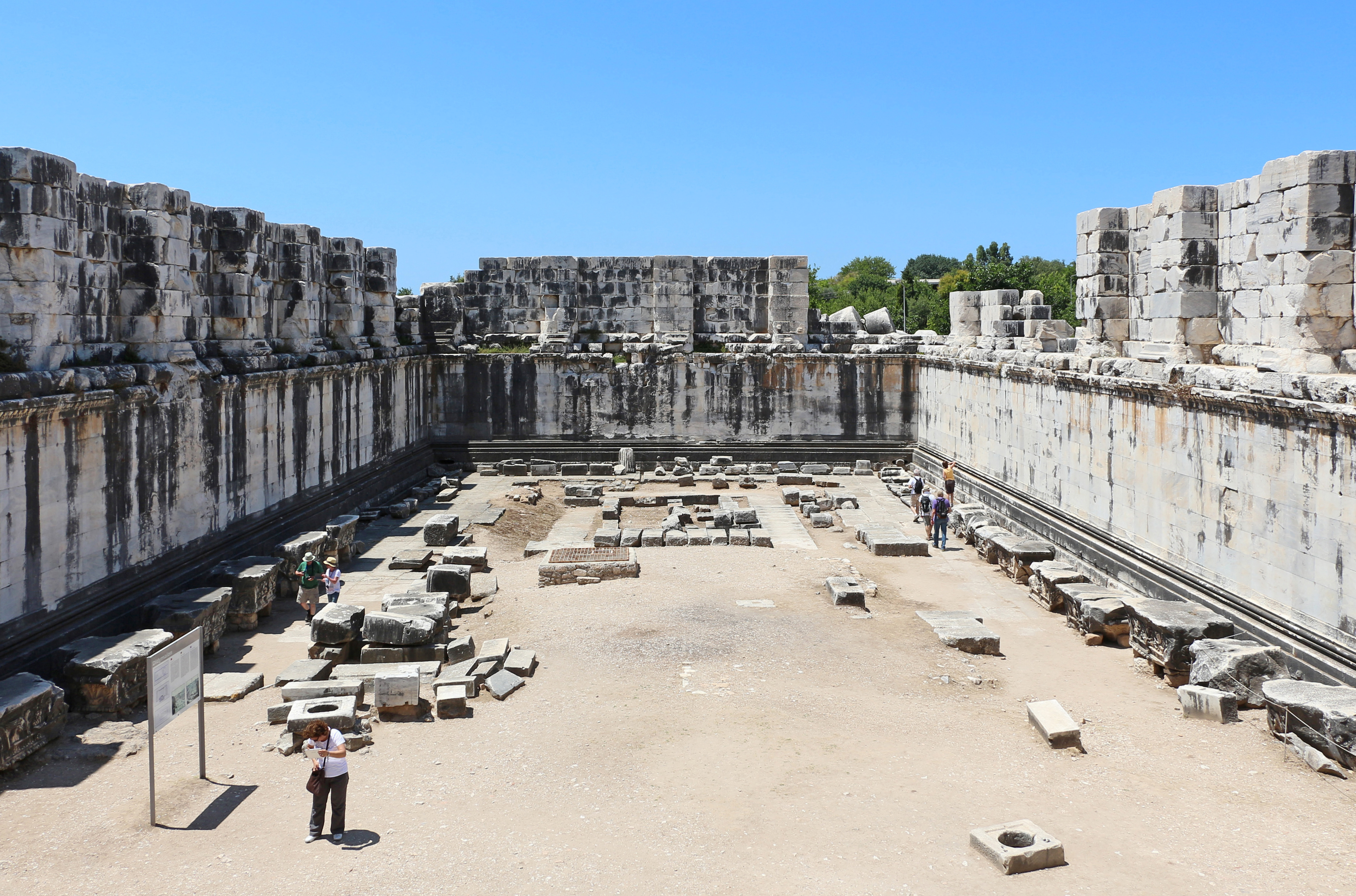
A didimai templom adytonjának romja

A jóslatot papok vagy jósok (Delphoiben jósnő, a Pythia) közvetítették, akik előzetesen eksztatikus állapotba hozták magukat.
Pythia  – Apollón isten szócsöve – a jóslatadás előtt megfürdött a Kastalia forrás vizében, majd az oltáron babérágat és tönkölyből készült áldozati kalácsot égetett el. Iamblikhosz szerint három napig böjtölt, majd hosszú időt töltött el az adütonban, hogy beleélje magát az új állapotába, és elnyerje az isteni megvilágosodás adományát. Ezután foglalt helyet a tripusra helyezett kerek kövön (holmosz), fején babérkoszorúval, kezében babérággal. Oldalánál ott állt a próféta, aki azokat a kérdéseket továbbította, amelyeket Püthiának tettek fel. Püthia – miután elragadtatott állapotba esett (transz) – nehezen érthetően és összefüggéstelenül közölte sugallatait a jelenlévőkkel. Apollón papjai ezeket a tagolatlan sugallatokat metrikus (hexameteres) formába öntve, rendszerint többértelmű bölcs mondásokat faragtak, amelyeket aztán kihirdettek.
Plutarkhosz írja, hogy "Pythia lelki egyensúlyának megőrzése érdekében személyét szentnek tartják, és vigyáznak arra, hogy mentes legyen minden káros kapcsolattól, és a jóslatadás előtt figyelik a jeleket, úgy gondolván, hogy isten előtt nyilvánvaló, mikor van megfelelő testi és lelki állapotban ahhoz, hogy az isteni megszállottságot (enthusiasmos) elviselje"  Az enthusiasmosszal kapcsolatban pedig megjegyzi: "amikor ugyanis a pneumának mint valamiféle gyógyszernek a hatására megfelelő állapotba jut a képzelőerő és a jóslási képesség, a prophétésekben szükségszerűen bekövetkezik az isteni megszállottság.
A Pythiát tehát egy "isteni fuvallat" (pneuma enthusiastikon; atmos entheos) járja át, jóslási képessége isteni megszállottság eredménye, nem önkívületi állapotából fakad. Ez a fuvallat, pneuma nem valami látható vagy érzékelhető fizikai valóság, csupán egy természetfeletti erő kizárólag hatásaiban mutatkozó kiáradása.
Miután Delphoit tömegesen kezdték elárasztani a látogatók, az eredeti, komoly vallási tartalom fokozatosan elenyészett. Még a „gyorsjóslás” intézményét is bevezették: az orákulum sorshúzással válaszolt a kérdésekre.
A klároszi jóshely prófétájának is három napig kellett böjtölnie, mielőtt a jóslatot kihirdette. A böjt tette fogékonnyá az isteni sugallat iránt. A klároszi jósdáról Iamblikhosz így számol be:
Van egy forrás egy föld alatti helyiségben és meghatározott éjszakákon a prophétés abból iszik. Miután előzőleg számos szertartás folyt le, maga pedig ivott a vízből, jóslatot ad úgy, hogy nem is látta a jóslatkérőket.
A jóslás módjára nézve volt az álomfejtés, amikor a jóslatot kérők valamely istennek templomában aludtak és álmuknak döntő jelentőséget tulajdonítottak (incubatio). Az ilyen álomlátó alvásra böjttel készültek elő.
Továbbá volt a szóbeli orákulum, ahol a jóslatot határozott kérdésre való feleletnek szövegezték (rendszerint hexameterben).
A szóbeli orákulumok közül leghíresebb a delphoi volt, de kitűnt a klároszi , Kolofon mellett és a didimai  Milétosz közelében.
Didimában a főpapi teendőket a prophétés látta el, az ő feladata volt a jóslatok végleges megszövegezése is. Az isteni üzenetet a jósnő közvetítette, akit a szent forrás vize inspirált. A Branchidáknál egy jósnő vagy egy ágat tartva a kezében, amelyet egykor egy isten adott neki, telik el isteni fénnyel, vagy egy tengelyre (axón) ülve mondja a jövőt, vagy pedig lábait és ruhája szélét nedvesíti meg a vízzel, vagy magába szívja a víz páráját és így fogadja be az istent – mondja Iamblikhosz.
A jóslatok rendkívüli népszerűséget biztosítottak a kultuszhelynek az archaikus kor folyamán. Nemcsak görögök keresték fel tanácsért, hanem külföldiek is. Kroiszosz lüd uralkodó Delphoihoz hasonlóan Didimát is bőkezűen megajándékozta. A szentélyben található értékes fogadalmi ajándékokról Hérodotosz többször megemlékezik.
Az orákulumok harmadik módja a jelképes jóslás. Ilyen volt volt az olimpiai (az áldozati állatok beleiből), a dodonai (a szent tölgyfa lombjainak suttogásából, a csermely folyásából és ércedények hangjából) és a déloszi (a babérfa lombjának mozdulataiból).